# تلویزیون رئال مادرید
رئال مادرید تی-وی یا همان تلویزیون رئال مادرید (به انگلیسی: Realmadrid TV) یک شبکه تلویزیونی دیجیتالی است که توسط رئال مادرید راه اندازی شده‌است. این شبکه در دو زبان انگلیسی و اسپانیایی برنامه پخش می‌کند. این شبکه تلویزیونی در والده بباس(مادرید)، مرکز تمرینات رئال مادرید واقع شده‌است.
تلویزیون رئال مادرید تا تاریخ ۵ اوت ۲۰۱۰ در انگلستان قابل دسترسی بود که از این تاریخ به بعد از اسکای دیجیتال شبکه ۴۴۶ حذف شد.

## محتوا
تلویزیون رئال مادرید، مصاحبه‌های اختصاصی با بازیکنان و دیگر عوامل رئال مادرید، بازی‌های لالیگا، بازی‌های مستقیم و بازی‌های قدیمی باشگاه به اضافه اخبار فوتبال و دیگر برنامه‌ها را برای هواداران رئال مادرید پخش می‌کند.
ایستگاه شبکه هم چنین تمامی بازی‌های پیش فصل دوستانه تیم را پخش می‌کند.